# Kasturba Gandhi
Kasturba Mohandas Gandhi (geboren als Kasturba Makhanji) (Porbandar, 11 april 1869 – Poona, 22 februari 1944) was de echtgenote van Mohandas Karamchand Gandhi, gekend als Mahatma Gandhi. Ze is moeder van vijf zonen en stond aan de zijde van haar echtgenoot in diens geweldloze strijd.

## Levensloop

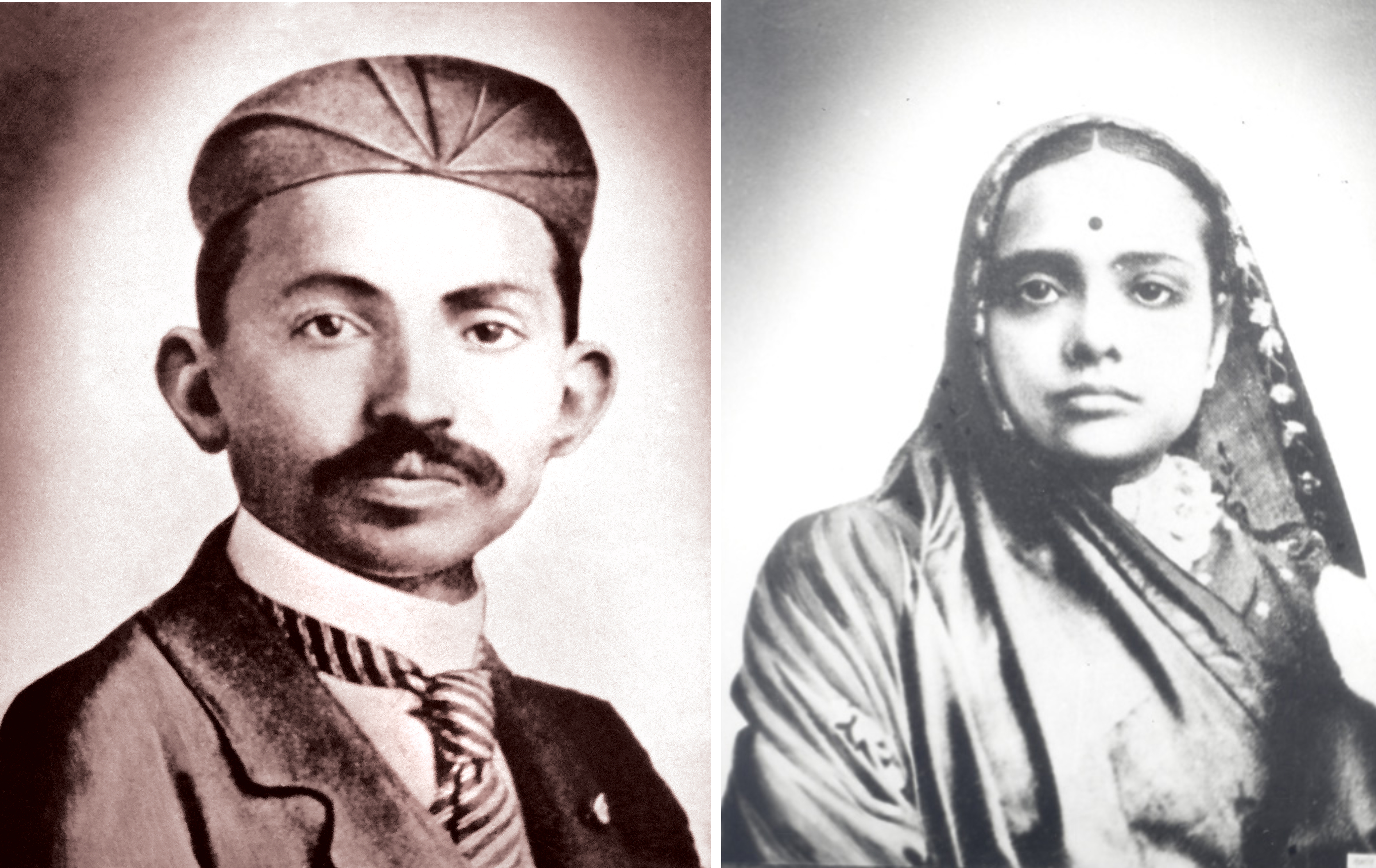
Mohandas en Kasturba Gandhi
(1902)

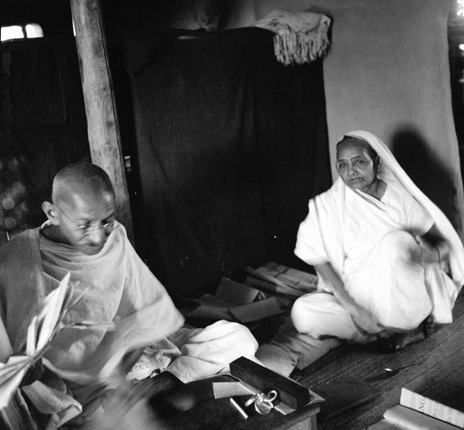
Gandhi en Kasturba in de jaren dertig

Kasturba Makhanji, afkomstig uit dezelfde kuststad als Gandhi zelf, Porbandar, was dochter van een succesvol zakenman. Op haar dertiende werd ze uitgehuwelijkt in een gearrangeerd huwelijk met de eveneens dertienjarige Mohandas Karamchand Gandhi. 
In 1885 kregen ze een eerste kind, dat evenwel slechts enkele dagen zou blijven leven. In 1888 beviel Kasturba van hun zoon Harilal en bleef ze in India achter om voor het kind te zorgen terwijl Mohandas drie jaar naar Londen vertrok om te studeren. In 1892 werd hun tweede zoon Manilal Gandhi geboren. Toen Gandhi in 1893 vertrok voor een nieuwe baan naar Zuid-Afrika, bleef zij weer achter in India bij de kinderen tot ze hem met de kinderen in 1897 in Durban vervoegde. Later dat jaar werd ook hun derde zoon Ramdas geboren in Durban, in 1900 gevolgd door hun vierde zoon Devdas. 
Van 1904 tot 1914 was ze actief in de Phoenix Settlement bij Durban. Bij protestacties in 1913 tegen de arbeidsvoorwaarden van Indiaas personeel in Zuid-Afrika werd ze gearresteerd en veroordeeld tot drie maanden dwangarbeid in een strafkamp. In 1915 keerde het gezin terug naar India en vestigden ze zich in de Sabarmati Ashram in Ahmedabad. Gandhi ging de belangen van de indigo plantagearbeiders in Champaran verdedigen, terwijl Kasturba de dagelijkse leiding in de ashram overnam. Ze zou in de daaropvolgende jaren, en tijdens de verschillende periodes van detentie van Gandhi vaak zijn plaats moeten overnemen. In de ashram was ze ook actief als leerkracht in hygiëne, discipline, lezen en schrijven.

### Huisarrest en overlijden
Kasturba had een zwakke gezondheid. Een chronische bronchitis hield ze over aan complicaties bij haar geboorte. Na de Quit India Movement-acties in 1942 werd ze onder huisarrest geplaatst in het Aga Khanpaleis in Poona samen met haar man, zijn persoonlijk secretaris Mahadev Desai en de schrijfster en activiste Sarojini Naidu. Door de stress kreeg Kasturba een nieuwe bronchitisaanval, complicaties met longontsteking en twee hartaanvallen. Ze overleed in gevangenschap aan de gevolgen van dysenterie in 1944 in de armen van haar echtgenoot.
In de tuinen van het Aga Khanpaleis zijn twee samadhi, mausoleums, geplaatst ter nagedachtenis van Kasturba Gandhi en de eveneens daar overleden Mahadev Desai.

## Familie
Hun kleindochter Ela Gandhi is een vooraanstaand voorvechter van gelijke rechten in Zuid-Afrika. Ze was na het einde van de Apartheid van 1994 tot 2004 lid van het Zuid-Afrikaanse parlement.